# Kloster Quartazzola
Kloster Quartazzola (Ponte Trebbia) war eine Zisterzienserabtei in der Emilia-Romagna, Italien. Es lag in Gossolengo, rund 8 km südwestlich von Piacenza in der gleichnamigen Provinz.

## Geschichte
1142 übergab Bischof Arduin von Piacenza zwei Benediktinermönchen aus Kloster Santa Maria di Pulsano in Apulien Land in Gossolengo zur Gründung eines Klosters nach der Observanz von Pulsano. Das bei einer Brücke über den Fluss Trebbia errichtete Kloster lag vier Meilen von Piacenza entfernt und wurde deshalb auch Quartazzola genannt. Es führte zunächst den Namen San Salvatore. Durch kriegerische Ereignisse verarmte das Kloster, so dass es von den Mönchen verlassen wurde. Daraufhin schickte das Kloster Chiaravalle della Colomba 1217 einen Konvent seiner Mönche nach dem Kloster aus, die es wieder besiedelten. Das Kloster, das damit der Filiation der Primarabtei Clairvaux angehörte, nahm darauf die Bezeichnung Santa Maria an. Im 15. Jahrhundert fiel das Kloster in Kommende. 1497 trat es der italienischen Zisterzienserkongregation bei. Eine erste Aufhebung des Klosters erfolgte 1769, wurde aber 1777 wieder rückgängig gemacht. 1786 wurde es mit den beiden anderen Zisterzienserklöstern im Herzogtum Parma und Piacenza der römischen Provinz dieser Kongregation einverleibt. In der napoleonischen Zeit wurde es 1810 aufgehoben.

## Anlage und Bauten
In dem im Stil des Barock umgebauten ehemaligen Kloster soll sich ein Agrarbetrieb befinden.